# 712-та піхотна дивізія (Третій Рейх)
712-та піхотна дивізія (Третій Рейх) (нім. 712. Infanterie-Division) — піхотна дивізія Вермахту за часів Другої світової війни.

## Історія
712-та піхотна дивізія сформована 5 травня 1941 року в XII військовому окрузі в місті Трір під час 15-ї хвилі мобілізації вермахту. Звідсіля передислоковане до Франції, де виконувало окупаційні та безпекові функції на захоплених територіях поздовж демаркаційної лінії між вішістською Францією та північними землями Третьої Французької республіки. У січні 1943 року дивізія переведена до складу LXXXII армійського корпусу генерала піхоти Е. Денера 15-ї армії, що утворювали потужний компонент берегових сил оборони на бельгійсько-голландському узбережжі. Після вторгнення союзних військ до Європи утримувала позиції на узбережжі, згодом вела бої на півночі Бельгії та в Голландії, обороняла позиції на Шельді, потім бої на каналі Гент — Тернезен, під Гертогенбосом. Наприкінці роки виведена з фронту через важкі втрати в боях на Заході, але вже у січні 1945 року перекинута до західної Польщі, де вступила в битву проти Червоної армії. Зазнавши великих втрат, рештки 712-ї дивізії пішли на поповнення 45-ї та 68-ї піхотних дивізій. З лютого 1945 року штаб дивізії керував різнорідними частинами та підрозділами, доки після початку наступу радянських військ на берлінському напрямку не потрапив в оточення і не був знищений у Гальбському котлі.

## Райони бойових дій
- Німеччина (травень — червень 1941);
- Франція (червень 1941 — липень 1942);
- Бельгія (липень — грудень 1942);
- Нідерланди (січень 1943 — січень 1945);
- Східний фронт (центральний напрямок) (січень — квітень 1945).

## Командування

### Командири
- оберст, з 1 липня 1941 року генерал-майор Георг фон Дерен (нім. George von Döhren) (5 травня — 16 квітня 1942);
- генерал-лейтенант Фрідріх-Вільгельм Нойманн (нім. Friedrich-Wilhelm Neumann) (16 квітня 1942 — 1 лютого 1945);
- генерал-майор Йоахім фон Зігрот (нім. Joachim von Siegroth) (1 лютого — 2 квітня 1945).

### Підпорядкованість
| Час        | Корпус          | Армія                     | Група армій (округ) | Штаб                                 |
| ---------- | --------------- | ------------------------- | ------------------- | ------------------------------------ |
| 1941       |                 |                           |                     |                                      |
| 5 травня   | формування      |                           |                     | Трір                                 |
| липень     | XXV ак          | 7-ма армія                | Група армій «D»     | Франція                              |
| жовтень    | XXXV ак         | 1-ша армія                | Група армій «D»     | Франція                              |
| 1942       |                 |                           |                     |                                      |
| 1 січня    | XXXV ак         | 1-ша армія                | Група армій «D»     | демаркаційна лінія Франція/Німеччина |
| червень    | LXXXIII ак      | Армійська група «Фельбер» | Група армій «D»     | демаркаційна лінія Франція/Німеччина |
| липень     | LXXXII ак       | 15-та армія               | Група армій «D»     | Брюгге                               |
| вересень   | Корпус «Шельда» | 15-та армія               | Група армій «D»     | Шельда                               |
| листопад   | LXXXIX ак       | 15-та армія               | Група армій «D»     | Шельда                               |
| 1943       |                 |                           |                     |                                      |
| січень     | LXXXIX ак       | 15-та армія               | Група армій «D»     | Шельда                               |
| 1944       |                 |                           |                     |                                      |
| січень     | LXXXIX ак       | 15-та армія               | Група армій «D»     | Вліссінген                           |
| травень    | LXXXIX ак       | 15-та армія               | Група армій «B»     | Вліссінген                           |
| вересень   | LXXXVI ак       | 15-та армія               | Група армій «B»     | Валхерен                             |
| 20 вересня | LXXXVIII ак     | 15-та армія               | Група армій «B»     | Гертогенбос                          |
| 28 вересня | LXXXIX ак       | 15-та армія               | Група армій «B»     | Гертогенбос                          |
| листопад   | LXXXVIII ак     | 15-та армія               | Група армій «B»     | Нідерланди                           |
| грудень    | LXXXVIII ак     | 15-та армія               | Група армій «H»     | Нідерланди                           |
| 1945       |                 |                           |                     |                                      |
| січень     | LXXXVIII ак     | 25-та армія               | Група армій «H»     | Нідерланди                           |
| лютий      |                 |                           | Група армій «Вісла» | Швірклан                             |
| березень   | XI корпус СС    | 9-та армія                | Група армій «Вісла» | Франкфурт-на-Одері                   |

### Склад
| 1941                                   | 1945                                  |
| -------------------------------------- | ------------------------------------- |
| 732-й піхотний полк                    | 732-й гренадерський полк              |
| 745-й піхотний полк                    | 745-й гренадерський полк              |
|                                        | 764-й гренадерський полк              |
| 652-й артилерійський дивізіон          | 1712-й артилерійський полк            |
| —                                      | 214-й інженерний батальйон            |
| —                                      | 712-й протитанкова рота               |
| —                                      | 712-й дивізійний фузілерний батальйон |
| —                                      | 712-й дивізійний батальйон зв'язку    |
| —                                      | 214-й запасний батальйон              |
| 712-те дивізійне управління постачання |                                       |
| 712-те адміністративне управління      |                                       |
| —                                      | 712-те санітарне управління           |
| —                                      | 712-та ветеринарна рота               |